# Sergueï Averintsev
Sergueï Sergueïevitch Averintsev (en russe : Сергей Сергеевич Аверинцев), né le 10 décembre 1937 à Moscou et mort le 21 février 2004 à Vienne est un philologue, critique littéraire, byzantiniste et slaviste soviétique puis russe.

## Biographie
Sergueï Averintsev est le fils d'un père biologiste Sergueï Vassilievitch Averintsev et d'une mère également biologiste Natalia Ivanovna Zembatova qui a 25 ans de moins que son mari. 
De nature maladive, Sergueï n'entre à l'école publique qu'à l'âge de 11 ans après avoir reçu une instruction à la maison par une éducatrice. Cela ne l'a pas empêché d'intégrer l'université d'État de Moscou pour étudier la philologie classique où il est reçu en tant que candidat ès sciences en 1967 avec une thèse sur Plutarque. En 1972, il est reçu en tant que docteur ès sciences avec une thèse sur la poésie byzantine.
Il se marie en mai 1975 à Natalia Petrovna qu'il a connu à la chaire de philologie et aura deux enfants.
Il est d'abord employé en tant qu'éditeur aux éditions Mysl de 1964 à 1966, puis en tant qu'assistant scientifique à l’Institut de théorie et d’histoire de l’art de 1966 à 1971. En 1971, il devient collaborateur scientifique de l'institut de littérature mondiale Gorki. En 1989, il est nommé professeur à l'institut de culture mondiale de l'Université de Moscou. En 1992, il prend la tête du département de culture chrétienne dans cette même université, poste qu'il gardera jusqu'à sa mort en 2004. Il est ensuite, en 1994, nommé professeur à l'institut des études slaves de l'université de Vienne, où il enseigne la littérature slave orientale jusqu'à sa mort. Il est également membre correspondant de l'académie des sciences de Russie au département des sciences historiques et philosophiques, d'abord en tant que correspondant puis, à partir de 2003, en tant que membre titulaire.
Il reçoit le prix du Komsomol en 1968, le prix d'État de l'URSS en 1990 et le prix d'État de la fédération de Russie en 1996. En 1994, il devient membre de l'académie pontificale des sciences sociales. Il préside plusieurs sociétés savantes comme la société biblique russe, l’association des culturologues, ou la société internationale Mandelstam et est membre de la Fraternité Priéobrajenski, et de la société internationale Paul Florenski.
Il assume de 1989 à 1991 un engagement politique en devenant député au Soviet Suprême, mandat qui fait suite à son élection en  décembre 1987 comme membre correspondant de l’Académie des Sciences.
En plus de son travail en philologie classique, Averintsev est surtout connu pour ses études sur la poésie russe de l'âge d'argent.
Il meurt à Vienne le 21 février 2004 après 10 mois de coma consécutif à l'infarctus subit à Rome lors d'une conférence internationale.

## Publications
- Sergueï Averintsev (trad. Jean-Noël Benoit), Ma liberté secrète, l'histoire culturelle vue de Russie, Grenoble, UGA éditions, 2023, 304 p. (ISBN 978-2-37747-416-5, lire en ligne).

- Sergueï Averintsev (trad. Cécile Giroldi et Bernard Marchadier), La sagesse et ses formes: Conception de la Sophia et sens de l'icône, Paris, Ad Solem, 2011, 104 p. (ISBN 978-2940402984).

- Serge Averintsev, « Saint Benoît de Nursie et saint Serge de Radonège: essai de comparaison de types spirituels », Irénikon, vol. 76, nos 2/3,‎ 2003, p. 270–282 (lire en ligne)

- Serge Averintsev, « Les motifs religieux dans les poésies de jeunesse d'Ossip Mandelstam », Istina, vol. 39, no 3,‎ 1994, p. 229–241 (lire en ligne)

- Sergueï Avérintsev (trad. José Johannet), « Moscou, troisième Rome: essence et prémisses d'une idée », dans Histoire de la littérature russe: des origines aux Lumières. Paris, 1992, p. 185–193.

- Sergueï Averintsev, « Le Baptême de la Rus' et l'évolution de la culture russe », dans La christianisation de la Russie ancienne. 988-1988: un millénaire. Paris, UNESCO, 1989, p. 145–154

- Sergueï Averintsev, « De la beauté au divin », Le Courrier, vol. 41, no 6,‎ 1988, p. 9–13 (lire en ligne)

- S. Averincev (trad. A. Garcia et S. Mouraviev), « Aux sources de la terminologie philosophique européenne », dans La Philosophie grecque et sa portée culturelle et historique. Moscou, 1985, p. 11–38.

- Sergueï Averintsev, « Rationalisme attique et rationalisme encyclopédique: Essai sur l'enchainement des époques », Diogène, no 130,‎ 1985, p. 3–14 (lire en ligne)

- Sergej Averincev, « L'or dans le système des symboles de la culture protobyzantine », Studi Medievali, vol. 20, no 1,‎ 1979, p. 47–67

- Sergej Averincev, « Notion de l'homme et tradition littéraire à Byzance », Studi Medievali, vol. 18, no 1,‎ 1977, p. 1–38